# Takao Koyama
Pour les articles homonymes, voir Koyama.
Takao Koyama (小山高生, Koyama Takao), né le 21 avril 1948 à Akishima, est un scénariste japonais de mangas.

## Biographie
Il est admis à l'Université Waseda et en sort diplômé en 1972. Il rejoint alors Tatsunoko Production en tant que scénariste. Il quitte l'entreprise en 1975. Il rejoint Toei Animation où il écrit des scénarios pour Dragon Ball et  Saint Seiya.
Son premier travail dans l'animation fut Inakappe Taishô (1970-1972).

## Séries
- Lamu (1981-1986)
- Le collège fou, fou, fou (1985-1987)
- Les Chevaliers du Zodiaque (1986-1989)
- Dragon Ball (1986-1989)
- Adrien le sauveur du monde (1988-1989)
- Shurato (1989-1990)
- Dragon Ball Z (1989-1996)
- La légende de Basara (1998)